# Tableau économique
Le Tableau économique est une représentation synthétique et graphique du fonctionnement de l'économie, première du genre, conçue par le docteur François Quesnay, chef des physiocrates, et parue en 1759 à Versailles. Le Tableau économique constitue un des piliers de la théorie économique des physiocrates.

## Présentation générale
Le Tableau économique est publié pour la première fois en 1758. Il est repris et réécrit en 1760, puis en 1766. Il s'agit de la première représentation abstraite des flux d'échanges de production au sein d'un système économique.
En 1763, dans Philosophie rurale ou économie générale et politique de l'agriculture, Quesnay commente son tableau : « Le Tableau Économique est la première règle d'arithmétique que l'on ait inventée pour réduire au calcul exact et précis la science élémentaire et l'exécution perpétuelle de ce décret de l'Éternel : Tu mangeras ton pain à la sueur de ton front… ».
Le Tableau est une modélisation des théories physiocrates, et notamment celle selon laquelle toute richesse provient de la terre.

## Contenu
La percée intellectuelle de la représentation est intéressante : y est exposé comment est opérée la reconstitution du capital avancé en vue de la production.
Pour François Quesnay, médecin du roi, la société française d'avant la première révolution industrielle de 1789 comprend trois classes sociales qui effectuent trois " fonctions économiques " principales. Tout d'abord, les fermiers correspondent à la classe de ceux qui produisent les ressources naturelles. Ensuite, les propriétaires fonciers sont ceux qui font cultiver leurs parcelles de terre par les fermiers et reçoivent, en contrepartie des revenus, appelés fermages. Enfin, les artisans (classe stérile), qui ne fait que transformer le produit de la terre et n'ajoute aucune valeur à ce produit. Les physiocrates (Quesnay, Mirabeau, Turgot, Pont de Nemours et autres) considèrent donc que le travail n'est pas productif.
Dans son Tableau économique, Quesnay considère que la période de référence - l'année - est calquée sur l'activité agricole et les relations entre ses Classes sociales correspondent aux paiements monétaires effectués;
- Les détenteurs de capitaux (les fermiers, la seule classe productive) avancent de quoi payer les dépenses d'exploitation, sous forme de fermage payé aux propriétaires fonciers[4] et perçoivent en fin de période un produit net ;
- Les fermiers effectuent des avances aux artisans au début de la compagne agricole qui vont leur permettre de produire, au cours de cette période, des moyens de production, qui remplaceront, au début de la période suivante, ceux détruits et inutilisés par les fermiers ;
- Les artisans achètent des produits agricoles sous forme de matières premières et de la nourriture aux fermiers ;
- Les propriétaires fonciers achètent des produits alimentaires aux fermiers et des produits fabriqués aux artisans[4] ;
- La perspective d'un développement indéfini est entrevue du fait de l'existence de besoins constituant des débouchés insatiables.

En revanche, une approche économique contemporaine permet de nuancer l'analyse du père de la physiocratie :
- L'activité industrielle - il est vrai encore débutante - est sous-estimée, voire considérée comme improductive ;
- La main d'œuvre salariée joue un rôle passif ;
- La notion de demande effective est absente ; les besoins sont supposés illimités et préexistants.

Le tableau représente la représentation de la société des physiocrates. Selon eux, elle est divisée en trois classes : la classe productive, la classe des propriétaires et la classe stérile.

## Postérité
Le Tableau a connu une certaine postérité en France. Il sert de matrice à des travaux ultérieurs de Quesnay, comme la Philosophie rurale. Nicolas Baudeau le commente dans les Éphémérides du Citoyen. 
Wassily Leontief s'inspirera du Tableau lorsqu'il écrit sa Structure of the American Economy, en affirmant qu'il a construit un véritable tableau économique pour l'Amérique. 